# Xesús Ferro Couselo

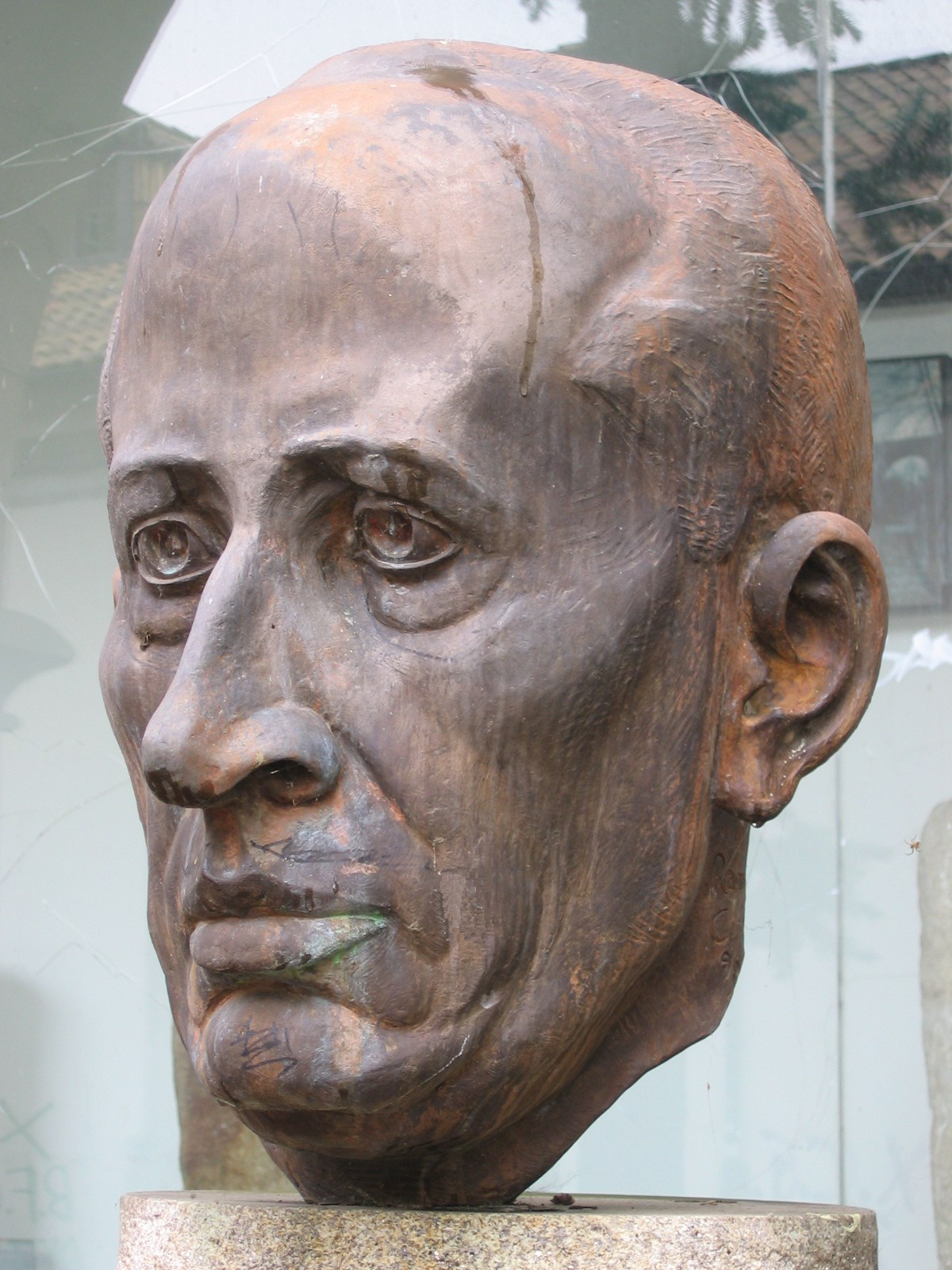
Xesús Ferro.

Xesús Ferro Couselo (Cordeiro, Valga, 30 de Julho de 1906 - Ourense, 23 de Abril de 1975) foi um historiador e investigador.
Filho de Gumersindo Ferro Barreiro e María Couselo Bouzas e sobrinho do sacerdote agrarista Xosé Couselo Bouzas, co-fundador do Seminário de Estudos Galegos e professor do seminário de Santiago.
A partir de 1918 cursou estudos no seminário em Santiago e, desde 1926, também Filosofia e Letras. Colaborou com o SEG, onde fez amizade com Xaquín Lorenzo. Em 1931, após terminar seus estudos teológicos com o grau de doutor, trasladou-se a Vigo para dar classes num colégio dos jesuítas. Foi um dos fundadores da revista Logos e participou na fundação do Partido Galeguista como delegado por Vigo. Após a expulsão dos jesuítas, marchou em 1933 a Tui para ensinar no colégio Lábor e fundou a revista Tude em 1934. A 1 de Abril de 1935 afiliou-se aos grupos galeguistas de Ultreya.
Ferro Couselo estava em Madrid quando começou a Guerra Civil espanhola e inscreveu-se nas Milícias Populares e na seção de ensino da CNT. Rematada a guerra, instalou-se na sua casa natal de Novaiños, onde passou o restante da sua vida como funcionário público do Corpo facultativo de Arquiveiros, Bibliotecários e Arqueólogos. Esta cidade fê-lo Filho de Adopção. Em 1942 criou a equipa de colaboradores do Museu Arqueológico com Vicente Risco e Florentino López Cuevillas. Porém, Ferro Couselo não esqueceu o galeguismo político, e em 1943 participou na reunião que se celebrou em Vigo para reorganizar o Partido Galeguista no interior e em 1950 foi um dos vogais do Conselho de Administração que dirigia a Editorial Galaxia, chave para a recuperação do galeguismo cultural na Galiza.
Em 1951 ingressou na Real Academia Galega. Em 1963 entrou no conselho de redação da revista Grial, ano em que junto com Francisco Fernández del Riego e Manuel Gómez Román propôs que a Real Academia Galega instituísse a data de 17 de Maio como Dia das Letras Galegas. Foi presidente da Asociación Cultural Auriense (1969-1973), em 1971 criou o Boletín Auriense, publicação histórica de grande importância e em 1972, pelo seu trabalho cientista, recebeu a Encomenda de Afonso X o Sábio.
Tem uma extensa bibliografia composta de 121 trabalhos dos quais há 5 escritos em português, 14 em língua galega e os demais em castelhano.
Foi-lhe dedicado o Dia das Letras Galegas de 1996.

## Obras destacadas
- O Xénesis e as primeiras dispersións dos pobos (1931-32)
- Grandeza e fin da case e torre de Marceo (1952).
- Los petroglifos de término y las insculturas rupestres en Galicia (1952), tese de doutoramento lida em 1946.
- O Deus Bandua da Veiga (1956).
- Cómo e por qué os escribanos deixaron de empregar o galego (1958).
- Del Orense monumental (1964)
- A vida e fala dos devanceiros (Escolha de documentos galegos dos séculos XIII e XVI). (1967).
- O Magosto do Señor San Martiño (1967).
- Las obras del convento e iglesia de Montederramo en los siglos XVI y XVII. Separata do Tomo I do Boletín Auriense. Ourense (1971).